# Lucius Praecilius Clemens Iulianus
Lucius Praecilius Clemens Iulianus (vollständige Namensform Lucius Praecilius Luci filius Clemens Iulianus) war ein im 1. Jahrhundert n. Chr. lebender Angehöriger der römischen Armee, der in den römischen Ritterstand (Eques) aufstieg.
Durch eine Inschrift, die in Salona gefunden wurde, sind zwei Positionen der militärischen Laufbahn von Clemens Iulianus bekannt. Er war Primus pilus in der Legio V Macedonica und wurde in derselben Legion zum Praefectus castrorum befördert. Aus der Inschrift geht auch hervor, dass Clemens Iulianus in Salona zwei Priesterämter (Pontifex und Flamen) innehatte, zum quinquennalis vorgesehen und Patron der Gemeinde war.

## Datierung
Die Inschrift wird bei der Epigraphik-Datenbank Clauss-Slaby und bei der Epigraphischen Datenbank Heidelberg auf 41 datiert. Brian Dobson und Florian Matei-Popescu datieren sie auf 36/43.